# Iván Gallardo
Iván Gallardo (* 1965 in Santiago de Chile) ist ein deutscher Schauspieler chilenischer Herkunft.

## Leben
Iván Gallardo wurde als Sohn eines Schauspielers und einer Architektin in Chile geboren. Seine Eltern flohen 1981 mit ihrer Tochter vor dem Pinochet-Regime nach Europa und kamen über Frankreich und Italien in die DDR, wo sie zunächst in Jena, später dann in Potsdam lebten. Gallardo blieb bis zum Ende seiner Schulzeit bei seinen Großeltern in Chile und folgte seiner Familie im Februar 1982.
Er absolvierte von 1984 bis 1986 eine Ausbildung zum Dekorationstischler bei der DEFA und  studierte von 1986 bis 1990 an der Hochschule für Schauspielkunst „Ernst Busch“ Berlin. Nach seinem Bühnendebüt am dortigen Deutschen Theater im Jahr 1988 war Gallardo von 1990 bis 1993 am Schillertheater verpflichtet. Mehrjährige Engagements hatte er zudem von 1995 bis 1997 am Staatstheater Cottbus und von 2004 bis 2008 am Schauspielhaus Chemnitz. Weitere Stationen seiner Bühnenlaufbahn waren unter anderem das Theater in Heilbronn, das Volkstheater Rostock, das Staatstheater Kassel, das Landestheater Neustrelitz, die Stuttgarter tri-bühne, die Komödie in Frankfurt und das Theater an der Parkaue in Berlin. 2002 gastierte Gallardo am Teatro Alcala en Santiago de Chile in Chile.
Unter Regisseuren wie Katja Paryla, Alejandro Quintana, Leander Haußmann, Thomas Langhoff, Katharina Thalbach oder Susann Thiede spielte Gallardo in unzähligen modernen und klassischen Stücken, darunter die Schiller-Stücke Die Räuber, Don Karlos, Kabale und Liebe und Die Verschwörung des Fiesco zu Genua, William Shakespeares Maß für Maß, Ein Sommernachtstraum, Der Sturm und König Lear, ferner in Komödien wie Weekend im Paradies von Arnold und Bach, Glückliche Zeiten von Alan Ayckbourn oder in dem von Heinz Erhardt bearbeiteten Lustspiel Das hat man nun davon.
Gelegentlich arbeitet Gallardo auch vor der Kamera. 2013 war er in dem vielfach ausgezeichneten Spielfilm Silvi von Nico Sommer zu sehen. Neben Gastrollen in weiteren Serien wurde er einem überwiegend jugendlichen Publikum in der Rolle des Eisdielenbesitzers Giovanni Lorenzi bekannt, den er von 1999 bis 2002 in über einhundert Folgen der Serie Schloss Einstein verkörperte.
Gallardo lebte bis zu deren Tod 2013 mit der Schauspielerin und Regisseurin Katja Paryla zusammen. Seine acht Jahre jüngere Schwester Irina Gallardo Báez spielte 1984 die Titelrolle in dem DEFA-Kinderfilm Isabel auf der Treppe unter der Regie von Hannelore Unterberg.

## Filmografie (Auswahl)
- 1994: Burning Life
- 1996: Alarm für Cobra 11 – Die Autobahnpolizei – Endstation für alle
- 1996: Auf eigene Gefahr – Amateure
- 1998: A.S. – Unter der Gürtellinie
- 1999–2002: Schloss Einstein (107 Folgen als Giovanni Lorenzi)
- 2000: Der Puma – Kämpfer mit Herz (2 Folgen als Santiago)
- 2002: Der kleine Mönch – Ein Mann wird gesucht
- 2002: Und die Braut wusste von nichts
- 2013: Silvi
- 2014: Ein Fall für zwei – Tödliche Vergangenheit
- 2016: Ein Sommer auf Lanzarote
- 2016: Der Zürich-Krimi: Borcherts Fall (Krimireihe)
- 2016: Winnetou – Der Mythos lebt
- 2017: Alarm für Cobra 11 – Die Autobahnpolizei – Jenseits von Eden
- 2018: Cecelia Ahern: Ein Moment fürs Leben (Fernsehfilm)
- 2020: Ein Sommer in Andalusien (Fernsehreihe)
- 2022: Balko – Teneriffa: Doppelt hält besser

## Hörspiele
- 1988: Hochzeit – Autor: Antonio Skármeta – Regie: Elifius Paffrath
- 1991: Professor van Dusen (Folge 60: Professor van Dusen in geheimer Mission) – Autor: Michael Koser – Regie: Rainer Clute
- 1995: Frauentags Ende oder Die Rückkehr nach Ubliaduh – Autor: Fritz Rudolf Fries – Regie: Wolfgang Rindfleisch
- 1996: Zukunft der Unzucht. Ein Nachtstück – Autor: Melchior Schedler – regie: Götz Fritsch